# Heelys

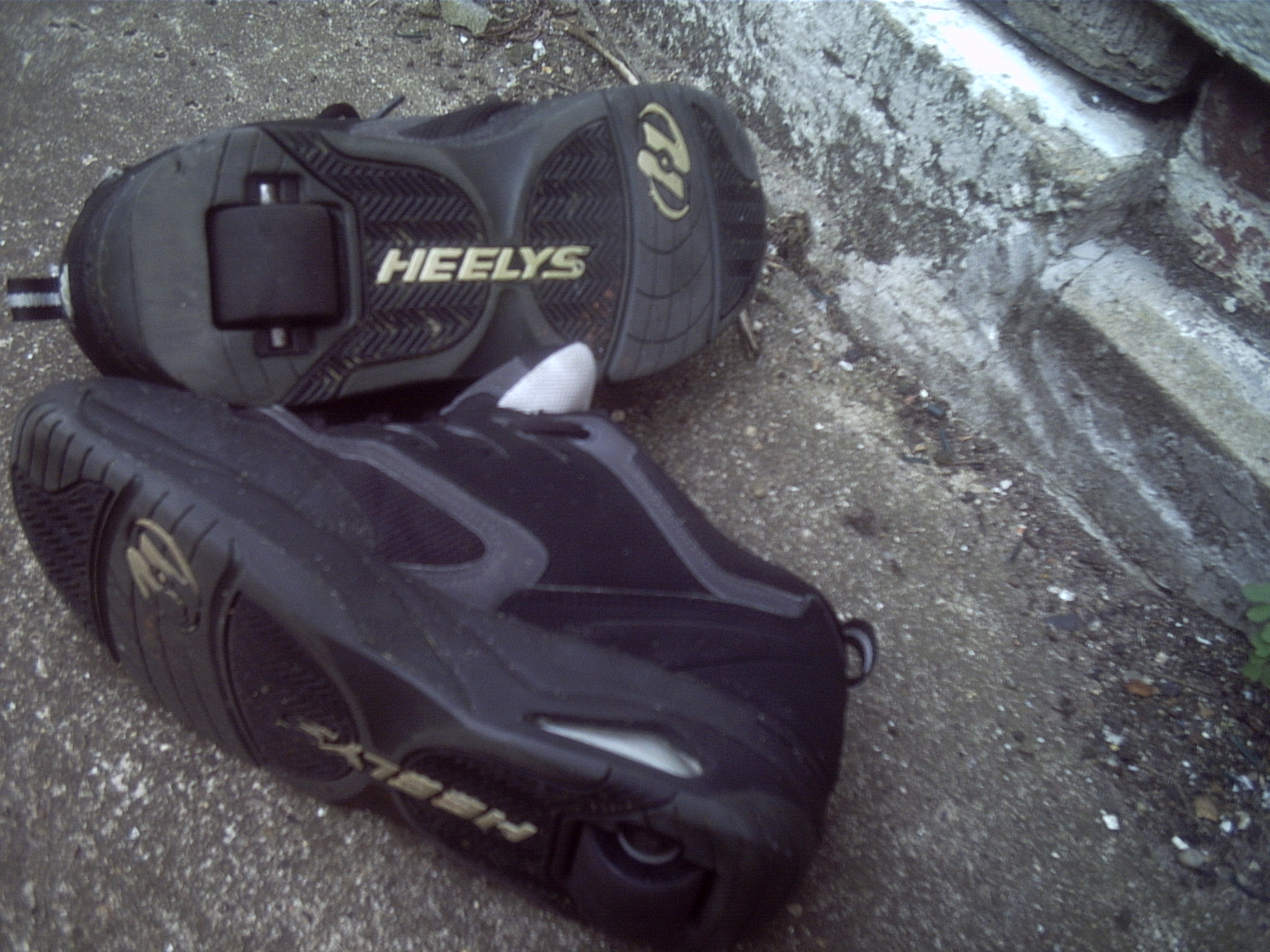
Heelys

Los Heelys son un tipo de zapato que tienen una o dos ruedas en el talón. Heely es un juego de palabras en inglés de heel (talón). La acción de usar los Heelys se llama “heeling” en inglés . Los Heelys tienen todas las partes de un zapato normal, y si se quitan las ruedas, parecen zapatos normales. Los Heelys fueron inventados por Roger Adams en 1999. Pueden ser zapatos para niños y adultos, pero han sido usados más por niños y adolescentes. Se pueden caminar o rodar en los Heelys. Hay diferentes trucos que se pueden hacer con estos zapatos y con otros objetos diferentes. 

## Historia
Roger Adams, el fundador de Heelys, nació en Tacoma, Washington, en Estados Unidos . Sus padres tenían una pista de patinaje. Adams aprendió a patinar cuando tenía nueve meses y siempre tuvo un interés en el patinaje y las invenciones. Adams desarrolló los primeros Heelys en 1999 y ganaron popularidad pocos años después. Los Heelys fueron populares hasta 2006. Entre 2006 y 2008 el valor de los Heelys en el mercado de valores disminuyó cerca de 85% .

## Trucos
Para rodarlos, se necesita poner el peso en el talón. Lo que es más popular es rodar en ambos pies en vez de caminar, pero también se pueden hacer trucos. Hay cuatro tipos de trucos que se pueden hacer con Heelys: trucos de piso (“groundtricks”),“grinds”, “stalls”, o “verts” (corto para “verticales”). Los trucos de piso son trucos que se hacen sólo con Heelys y sin otros objetos. Para realizar los “grinds” se debe deslizarse a través de un objeto con la plantilla del zapato. Los “stalls” son cuando se salta sobre un objeto y se mantiene el equilibrio en el objeto. Un "vert" o vertical es cuando se patina en una rampa y se mueve dentro y fuera de la rampa. Los trucos de piso son los trucos más fáciles y los “verts” son los trucos más difíciles porque la rampa no es plana. Cuando las personas usan los Heelys en un lugar público, ellos deben siguen las reglas del uso de patinetas.

## Controversias
Muchas personas piensan que los Heelys solo fueron una moda. Pero muchas otras piensan que los Heelys perdieron popularidad porque causaron lesiones a niños que los usaron . Ha habido estudios sobre los peligros de los Heelys.  En 2007, hospitales en países como los Estados Unidos, Irlanda, Corea y Singapur reportaron que ellos habían tratado lesiones causadas por los Heelys. Por ejemplo, en 2007 un hospital en Irlanda reportó que ellos habían tratado a 67 niños por lesiones de Heelys . Otro estudio en 2006 de la Academia de Pediatría de los Estados Unidos encontró que fracturas en los brazos y la parte superior del cuerpo fueron las lesiones más comunes causadas por los Heelys . En años recientes, los Heelys han perdido popularidad y se han convertido en una moda del pasado. Muchas escuelas y lugares públicos como centros comerciales han prohibido los Heelys porque se perciben como peligrosos. 